# 사바트

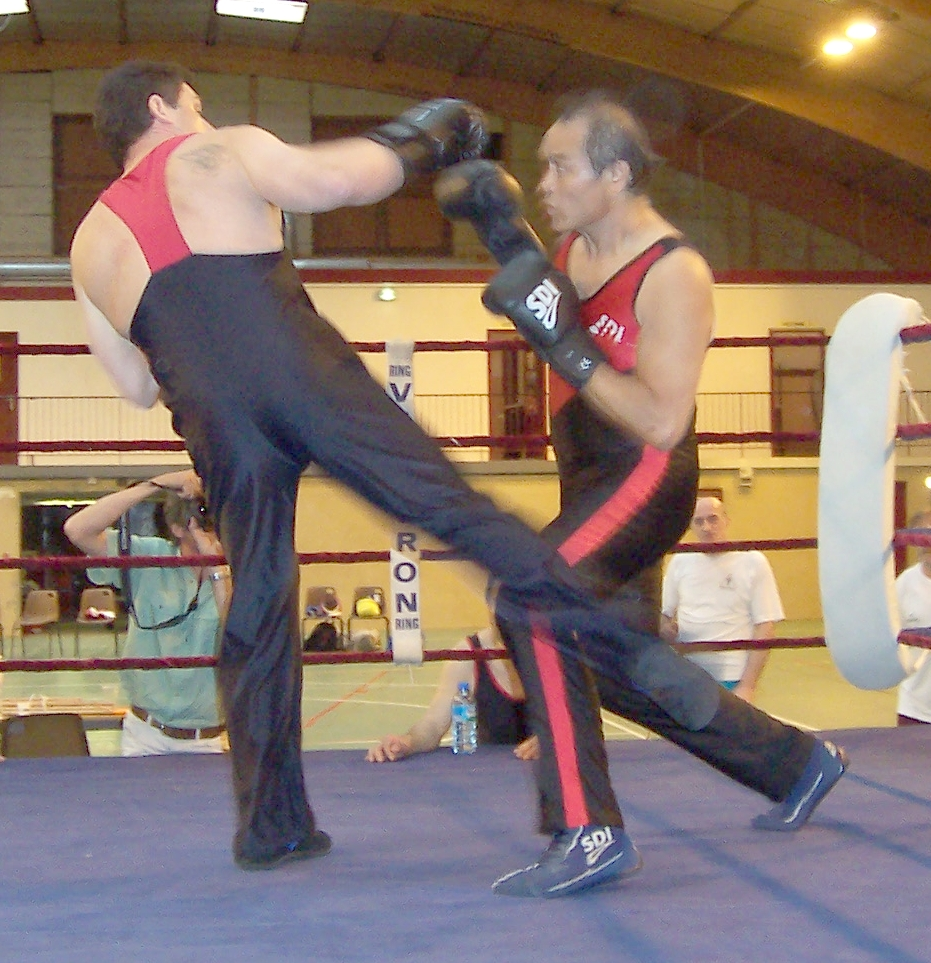
사바트

사바트(프랑스어: savate boxe française, 영어: savate boxing, French boxing, French footfighting)는 프랑스의 격투기이다. 사바트는 손과 발을 무기로 사용하는 프랑스식 킥복싱 격투 스포츠로 영국 복싱의 요소와 우아한 발차기 기술을 결합했다.
동남아 복싱이나 킥복싱과 같이 무릎이나 정강이를 사용하는 일부 시스템과 달리 발차기만 허용되지만 신체의 모든 부분에 타격이 허용된다. 사바트는 오래된 신발 또는 부츠라는 프랑스어 단어이다. 사바트 격투기는 특수 설계된 부츠를 착용한다. 사바트의 남성 실무자는 tireur라고 호칭하고 여성은 tireuse라고 호칭한다.